# Église Sainte-Geneviève de Magny-le-Hongre
Pour les articles homonymes, voir Église Sainte-Geneviève.
L’église Sainte-Geneviève est  située à Magny-le-Hongre, dans le département français de Seine-et-Marne, en région Île-de-France.

## Histoire
C'était un lieu de pélérinage datant probablement du XIe siècle, et attesté de façon certaine en 1880. Il a lieu le 3 janvier, fête de la sainte.

## Description
Le chœur et le clocher de l'église ont été entièrement reconstruits en 1891, et il ne reste rien du premier bâtiment.
La fontaine Sainte-Geneviève datant du XIe siècle y a existé jusqu'en 1880. Son eau passait pour avoir des propriétés surnaturelles. Elle alimentait un lavoir qui se trouve au pied de l'église. Ce lavoir, témoin d'un miracle de sainte Geneviève,, est le point de départ du pélérinage.

## Mobilier
On peut y trouve des statues de sainte Geneviève, de sainte Fare, et de la Vierge Marie en pierre, un Christ en bois, un bois peint représentant un diacre martyr, des fonts baptismaux en pierre et un chemin de croix.